# Progetto Vela
Il progetto Vela è stato un progetto degli Stati Uniti d'America per sviluppare metodi di monitoraggio del rispetto del Partial Test Ban Treaty, il trattato del 1963 sul bando parziale dei test nucleari. 
Il Progetto fu sviluppato dalla allora Advanced Research Projects Agency e supervisionato dalla U.S. Air Force.
Esso consisteva di tre elementi:
- monitoraggio sismico (denominato Vela Uniform)
- monitoraggio dei test atmosferici (Vela Sierra)
- monitoraggio dallo spazio (Vela Hotel).